# Абрамов Володимир Андрійович
Абрамов Володимир Андрійович (нар. 1 липня 1944, Донецьк Україна — лікар-психіатр, доктор медичних наук (1987), професор (1989).

## Навчання
Закінчив Донецький медичний інститут (1967).

## Діяльність
Працював в обласній психіатричній лікарні Донецька.
З 1969 року пройшов шлях у Донецькому медичному інституті від асистента, доцента, професора до декана лікувального факультету (1975—1996 рр.).
Від 1995 року — головний редактор «Журнала психиатрии и медицинской психологии».
Досліджує питання реабілітації хворих із наслідками черепно-мозкових травм.

## Праці
- Реабилитация личности при шизофрении, эпилепсии и последствиях черепно-мозговой травмы. К., 1991 (співавт.);
- Реабилитация больных с последствиями черепно-мозговых травм. К., 1992;
- Ребенок болен эпилепсией. К., 1994 (співавт.);
- Частная психиатрия. Д., 1998 (співавт.);
- Курс лекций по медицинской психологии и психиатрии. Д., 1998;
- Психопатологические симптомы и синдромы. Д., 1998.